# Ewa Farna
Ewa Farna (12 augustus 1993, Třinec) is een Poolse zangeres geboren in Tsjechië. Haar eerste cd verscheen op 6 november 2006 op de Tsjechische markt. Al van jongs af aan interesseerde ze zich in muziek, dat betekent echter niet dat ze geen sportief type is. Voordat ze haar zangcarrière begon, hoorde ze toe tot de skiclub Sky Bezkyd. Ze nam deel aan verschillende zangwedstrijden, o.a Konkurs piosenki dziecięcej w Hawierzowie - songfestival voor kinderen in Havířov. Daar werd ze opgemerkt door de muziekproducent Leszek Wronka.

## Bandleden
Tijdens optredens maakt Ewa Farna gebruik van een vaste formatie bestaande uit:
- Lukáš Pavlík – Gitaar
- Tomáš Lacina – Basgitaar
- Martin Chobot – Elektrische gitaar
- Jan Steindörfer – Keyboard
- Tomáš Fuchs – Elektrische gitaar

## Discografie

### Studioalbums
- 2006 – Měls mě vůbec rád
- 2007 – Ticho
- 2007 – Sam na sam
- 2009 – Cicho
- 2009 – Virtuální
- 2010 – EWAkuacja

### Livealbum
- 2008 – Blíž ke hvězdám
- 2011 – Live!
- 2012 – 18 LIVE

### DVD
- 2008 – Blíž ke hvězdám
- 2011 – Live!
- 2012 – 18 LIVE

### Singles
- 2015 - Z nálezů a krás
- 2015 - Rutyna
- 2015 - Víno je grunt
- 2015 - Mám boky jako skříň
- 2015 - Tu
- 2016 - Na ostří nože
- 2016 - Na ostrzu
- 2016 - Všechno nebo nic
- 2017 - Wszystko albo nic